# Maurits Lammertink
Maurits Lammertink  (Enter, 31 augustus 1990) is een voormalig Nederlands wielrenner. Zijn jongere broer Steven was ook wielrenner.

## Loopbaan
In het voorjaar van 2012 won Lammertink, in dienst van Cyclingteam Jo Piels, enkele ritten, waaronder de Hel van Voerendaal en het eindklassement in de Poolse rittenkoers Carpathian Couriers Race. In 2012 stapte hij over naar World Tour-formatie Vacansoleil-DCM. Na het uiteenvallen van die ploeg reed hij wederom voor Cyclingteam Jo Piels. Bij Cyclingteam Jo Piels wist hij zich goed in de kijker te rijden en kon weer de overstap maken naar het profpeloton. De jaren 2015 en 2016 kwam Lammertink uit voor Roompot-Oranje Peloton. Voor dit team heeft hij enkele mooie resultaten mogen behalen. Zo won hij het eindklassement van Ronde van Luxemburg. Aan zijn goede seizoen kwam abrupt een einde na een zware val in de Ronde van Zwitserland. Hierbij liep hij meerdere botbreuken op waarvoor hij verschillende operaties moest ondergaan.
Toch had Lammertink zich in het voorseizoen genoeg getoond om een nieuw profcontract af te dwingen op het hoogste niveau. Hij zette zijn handtekening onder een contract bij Team Katjoesja Alpecin, dat haar Russische licentie in 2017 verruilde voor een Zwitserse. Voor dit team won Lammertink in 2017 de vierde etappe in de Ronde van België.  
In juni 2021 wordt Lammertink aangereden door een scooter. Bij dit ongeval liep hij een schedelbasisfractuur, een gebroken kaak en een sleutelbeenbreuk op. Ook kreeg Lammertink drie hersenbloedingen en raakte hij in coma. Lammertink heeft na revalidatie wel weer kunnen fietsen, maar geen koers meer gereden.

## Privé
Lammertink en zijn vrouw, van wie hij gescheiden leeft, hebben drie kinderen.

## Palmares

### Overwinningen
2011
4e etappe Ronde van Tsjechië
2012
1e etappe Carpathian Couriers Race
Einklassement Carpathian Couriers Race
2014
Circuit de Wallonie
4e etappe Ronde van Tsjechië
5e etappe Ronde van Mazovië
2015
4e etappe Ronde van de Limousin
2016
Eind- en jongerenklassement Ronde van Luxemburg
2017
4e etappe Ronde van België

### Resultaten in voornaamste wedstrijden
| Jaar | Ronde van Italië | Ronde van Frankrijk | Ronde van Spanje |
| ---- | ---------------- | ------------------- | ---------------- |
| 2013 | 155e             |                     |                  |
| 2014 |                  |                     |                  |
| 2015 |                  |                     |                  |
| 2016 |                  |                     |                  |
| 2017 |                  | 75e                 |                  |
| 2018 | 41e              |                     | opgave           |
| 2019 |                  |                     |                  |
| 2020 |                  |                     |                  |
| 2021 |                  |                     |                  |

| Jaar | Ronde van Vlaanderen | Amstel Gold Race | Luik-Bast.‑Luik | Ronde van Lombardije | Waalse Pijl | Brabantse Pijl | Eschborn-Frankfurt |  | Wereldranglijsten |
| ---- | -------------------- | ---------------- | --------------- | -------------------- | ----------- | -------------- | ------------------ |  | ----------------- |
| 2013 |                      | 88e              |                 | opgave               | opgave      |                | 8e                 |  |                   |
| 2014 |                      |                  |                 |                      |             |                |                    |  |                   |
| 2015 |                      | 21e              | 49e             |                      | 70e         | 8e             |                    |  |                   |
| 2016 |                      | 16e              | 49e             |                      | 90e         | 7e             | 8e                 |  |                   |
| 2017 |                      | 26e              | 44e             | 100e                 | 25e         |                |                    |  | 190e (UWT)        |
| 2018 |                      | 64e              | 21e             | 89e                  | 103e        |                |                    |  | 155e (UWT)        |
| 2019 |                      | 44e              |                 |                      |             | 10e            |                    |  | 267e (UWR)        |
| 2020 | opgave               |                  | 65e             |                      | 38e         | 62e            |                    |  | 224e (UWR)        |
| 2021 |                      | 114e             | 106e            |                      | 79e         | 29e            |                    |  |                   |

## Ploegen
- 2011 –  Cyclingteam Jo Piels
- 2012 –  Cyclingteam Jo Piels (tot 25-6)
- 2012 –  Vacansoleil-DCM Pro Cycling Team (vanaf 26-6)
- 2013 –  Vacansoleil-DCM Pro Cycling Team
- 2014 –  Cyclingteam Jo Piels
- 2015 –  Roompot Oranje Peloton
- 2016 –  Roompot-Oranje Peloton
- 2017 –  Team Katjoesja Alpecin
- 2018 –  Team Katjoesja Alpecin
- 2019 –  Roompot-Charles
- 2020 –  Circus-Wanty-Gobert
- 2021 –  Intermarché-Wanty-Gobert Matériaux